# PA (electroacústica)
PA (de las siglas del inglés Public address system) es un sistema de refuerzo de sonido o megafonía empleado para dirigir el sonido principal de una actuación o concierto al público asistente en la sala. Suele ser el sistema que más potencia emplea, debido a que ha de cubrir todo el espacio dedicado al público, adaptarse a la acústica propia del local y salvar la absorción que ofrece el público asistente a su vez. 
La mezcla de los instrumentos se hace de acuerdo con el sonido que el Técnico de Sonido, presente en la sala y habitualmente enfrente del mismo PA, quiere ofrecer a los oyentes.
Es diferente al sistema de monitoreo, bien individual o bien conjunto, como el Side Fill, pensado para cubrir el escenario ocupado por los músicos que requieren una mezcla personalizada o adecuada a sus preferencias o a su situación particular.